# Sojoez TM-7
Sojoez TM-7 (Russisch: Союз ТМ-7) was de zevende Russische expeditie naar het ruimtestation Mir en maakte deel uit van het Sojoez-programma.

## Bemanning
Gelanceerd:
- Alexander Volkov (2)
- Sergei Krikalev (1)
- Jean-Loup Chrétien (2) - Frankrijk

Geland:
- Alexander Volkov (2)
- Sergei Krikalev (1)
- Valeri Poljakov (1)

tussen haakjes staat het aantal ruimtevluchten dat die astronaut gevlogen heeft na Sojoez TM-7

## Reservebemanning
- Aleksandr Viktorenko
- Aleksandr Serebrov
- Michel Tognini

## Missie parameters
- Massa: 7.000 kg
- Perigeum: 194 km
- Apogeum: 235 km
- Glooiingshoek: 51,6°
- Omlooptijd: 88,8 min

TM-1 ·
TM-2 ·
TM-3 ·
TM-4 ·
TM-5 ·
TM-6 ·
TM-7 ·
TM-8 ·
TM-9 ·
TM-10 ·
TM-11 ·
TM-12 ·
TM-13 ·
TM-14 ·
TM-15 ·
TM-16 ·
TM-17 ·
TM-18 ·
TM-19 ·
TM-20 ·
TM-21 ·
TM-22 ·
TM-23 ·
TM-24 ·
TM-25 ·
TM-26 ·
TM-27 ·
TM-28 ·
TM-29 ·
TM-30 ·
TM-31 ·
TM-32 ·
TM-33 ·
TM-34